# Forn de calç d'en Ton
El Forn de calç d'en Ton és una obra de Matadepera (Vallès Occidental) inclosa a l'Inventari del Patrimoni Arquitectònic de Catalunya.

## Descripció
Forn situat a l'anomenat Pla dels Caçadors, a l'est del Forn del Corcola, destinat a la transformació de roca calcària en calç.. Està totalment excavat en el marge natural, amb algun element d'obra a la porta, la volta i les parets de la qual estan fetes amb pedra. El frontal és un mur de pedra que fa de contenció de les terres del marge. Al forn es conserven l'olla, amb una escala adossada a la paret construïda quan el forn es va adaptar per fer-lo servir com a cabana; la corona i la banqueta perimetral. La plaça de maniobres, situada davant del forn, és de dimensions reduïdes.

## Història
El Forn de calç d'en Ton forma part d'un conjunt industrial juntament amb els forns de calç del Corcola i del Camí d'en Girabau, i tots ells semblen estar relacionats amb la propietat de Can Solà del Racó. La cronologia dels forns és difícil d'establir, però probablement siguin de mitjans del segle xix coincidint amb una gran demanda de calç deguda al fort creixement de les ciutats veïnes de Sabadell i Terrassa gràcies a la industrialització. La presència d'una pedrera, una xarxa de camins i una barraca de vinya a les proximitats mostren una explotació lligada en els seus orígens al món rural.
L'any 2008, després de la signatura d'un conveni de col·laboració entre la Diputació de Barcelona i Caixa Catalunya, es va redactar el projecte "Posada en valor d'elements de patrimoni rural a la costa del Tet i Mont-Rodó", el qual s'articula entorn a la recuperació del patrimoni rural construït, especialment els forns de calç, murs i construccions de pedra seca. El fet que aquest forn estigués inclòs en el Pla Especial de Protecció del Patrimoni Arquitectònic i Arqueològic de Matadepera va motivar la intervenció arqueològica de l'any 2009.